# 251 км (зупинний пункт)
251 кіломе́тр — пасажирський зупинний пункт Дніпровської дирекції Придніпровської залізниці на електрифікованій лінії Синельникове II — Чаплине між станціями Вишнівецьке (4 км) та Роздори (3 км). Розташований в селі Старовишневецьке Синельниківського району Дніпропетровської області.

## Пасажирське сполучення
На платформі 251 км зупиняються приміські електропоїзди Синельниківського та Чаплинського напрямків.